# Sofia Feltzing
Johanna Sofia Nikolina Feltzing (Göteborg, 26 giugno 1965) è un'astronoma svedese, dal 2011 professoressa di astronomia presso l'Università di Lund.

## Biografia
Ha completato il suo dottorato di ricerca presso l'Università di Uppsala nel 1996, con una tesi sull'evoluzione chimica della Via Lattea. È stata la prima donna a completare un dottorato in astronomia presso l'Università di Uppsala e la decima donna in Svezia. Dal 1996 al 1998 è stata ricercatrice post-dottorato presso il Royal Greenwich Observatory e presso l'Institute of Astronomy, Cambridge presso l'Università di Cambridge. Nel 1998 si è trasferita all'Osservatorio di Lund.
La sua attività di ricerca riguarda principalmente i fenomeni relativi alla formazione ed evoluzione delle galassie studiando il contenuto in stelle e in gas della nostra galassia. Nella sua attività si è anche dedicata allo studio di galassie nane sferoidali e ammassi stellari globulari.
Nel 2013 ha ricevuto il premio Strömer-Ferrnerska, corrispondente a 20.000 SEK dall'Accademia reale svedese delle scienze in merito a "i suoi studi spettroscopici e fotometrici che sono stati contributi cruciali a una più profonda comprensione dello sviluppo della Via Lattea e delle sue galassie circostanti". Nel 2015 la medesima accademia l'ha eletta suo membro.
Nel 2021 un articolo sulla rivista Nature ha riportato possibili atti di sopruso compiuti da Feltzing nei confronti di colleghi.